# 1972年夏季奥林匹克运动会科特迪瓦代表团
1972年夏季奥林匹克运动会科特迪瓦代表团是科特迪瓦派出的1972年夏季奥林匹克运动会代表团。